# Chrysler Imperial
Der Chrysler Imperial war ein PKW, den Chrysler in den Modelljahren 1926 bis 1942 und von 1946 bis 1954 herstellte. Ab 1955 wurde der Imperial zur eigenen Marke innerhalb des Chrysler-Konzerns. Von 1990 bis 1993 wurde nochmals ein Chrysler Imperial als Version des Chrysler New Yorker angeboten. Stets war der Imperial die größte und luxuriöseste Chrysler-Baureihe.

## Serien E-80 und 80 (1926–1928)
Die neue Baureihe E-80 wurde mit einem seitengesteuerten Sechszylinder-Reihenmotor mit 4719 cm³ Hubraum vorgestellt, der 92 bhp (68 kW) bei 3000/min entwickelte. Es gab drei Radstände, 3048 mm, 3226 mm und 3378 mm. Auf dem kurzen Fahrgestell wurden ein Roadster, ein Coupé, ein Tourenwagen und ein 4-türige Limousine (jeweils mit 2–5 Sitzplätzen) angeboten, auf dem mittleren gab es nur ein 4-türige Limousine und eine 4-türige Pullman-Limousine mit jeweils 7 Sitzplätzen. Eine weitere 7-sitzige Limousine und ein ebensolches Landaulet entstanden auf dem langen Fahrgestell. Geschwungene Kühlergrilleinfassung und verchromte Drahtspeichenräder waren Ausstattungsdetails, die dem luxuriösen Imperial vorbehalten waren (Verchromung war eine neue Technologie in der Fahrzeugindustrie; bisher hatte man nur vernickelt). 9114 Autos dieses Typs entstanden 1926.
Im Folgejahr wurde der E-80 unter dem Namen Serie 80 weitergebaut. Es gab noch mehr unterschiedliche Karosserien, teils aus Werksfertigung, teils von unabhängigen Karosseriebauern. Auch 1928 wurde diese Modellreihe noch ohne große Änderungen angeboten, parallel zur Serie 80L

## Serien 80L und IMP L/IMP (1928–1930)
1928 erschien parallel zur Serie 80 die Serie 80L mit auf 3454 mm Radstand verlängertem Chassis. Der Reihensechszylindermotor hatte 5069 cm³ Hubraum und gab 100 bhp (74 kW) Leistung bei 3200/min ab. Auf Wunsch gab es diesen Motor auch mit einer Leistung von 82 kW (111 PS) als „Red Head“. Die Wagen entsprachen im Aussehen der Serie 80. Neben fünf werksgefertigten Karosserien mit 2 – 7 Sitzplätzen gab es sechs Karosserien von LeBaron, drei von Dietrich und ein 4-sitziges Cabriolet von Locke. 1962 Exemplare wurden mit werksgefertigten Karosserien ausgeliefert, 161 Stück mit Karosserien der drei Zulieferer, insgesamt also 2123 Stück.
1929 wurde die Serie 80L als IMP L („IMP“ für Imperial, nicht zu verwechseln mit „Imp“ = (engl.) für Teufelchen) fortgesetzt. Veränderungen beschränkten sich auf eine schmälere Kühlermaske mit einer automatischen Kühlerjalousie, schmälere A-Säulen und Sicherheitsglas. Der serienmäßige Motor leistete jetzt 81 kW (110 PS).
Im Folgejahr wurde die jetzt IMP genannte Serie ohne Veränderungen weitergebaut. Insgesamt entstanden in diesen beiden Jahren 2.506 Wagen dieses Typs mit Werkskarosserie. Die Zahl der fremd karossierten Fahrzeuge ist nicht bekannt.

## Serien CG, CH und CL (1931–1933)
Im Modelljahr 1931 erschien mit der Serie CG ein komplett neuer Imperial. Er hatte einen seitengesteuerten Achtzylinder-Reihenmotor mit 6306 cm³ Hubraum, der 125 bhp (92 kW) bei 3200/min entwickelte. Die Karosserien waren vom Cord L-29 inspiriert und zeigten einen V-förmig zugespitzten Kühlergrill. Die Frontsitze und die Lenksäule waren verstellbar und die Wagen hatten nun Vierganggetriebe. Die Fahrgestelle hatten einen Radstand von 3.683 mm. Es wurden weiterhin viele Aufbauten mit zwei bis acht Sitzplätzen angeboten, teils werksgefertigt, teils von unabhängigen Karossiers, wie LeBaron, Derham oder Murphy. Auch Drauz aus Deutschland steuerte ein 2-türiges Cabriolet mit 5 Sitzplätzen bei.
Auch im ersten Teil des Modelljahres 1932 (Juli–Dezember 1931) wurde der CG unverändert angeboten. 3228 Stück entstanden in diesen eineinhalb Jahren. Im Januar 1932 wurde die neue Serie CH mit V-förmiger Windschutzscheibe, neuem Armaturenbrett und Sonnenblenden innen vorgestellt. Es wurden nur vier werksgefertigte Aufbauten (2-türiger Roadster, 4-türige Limousine und 4-türiges Cabriolet) angeboten. Der Radstand betrug 3429 mm.
Die parallel gefertigte Serie für kundenspezifisch karossierte Fahrzeuge (Custom Imperial) hieß Serie CL. Ihr Radstand betrug 3708 mm und es waren Aufbauten von LeBaron verfügbar. Auch 1933 wurde die Baureihe noch weitergefertigt.
1932 wurden 1402 Imperial Serie CH und 220 Custom Imperial Serie CL hergestellt. 151 Stück CL entstanden 1933.

## Serie CQ (1933)
Parallel zum weitergefertigte Custom-Modell CL entstand die Serie CQ als Nachfolger des vorjährigen CH. Der CQ hatte mit nur noch 3.200 mm einen wesentlich kürzeren Radstand. Zwei Coupé-Karosserien, ein 2-türiges und ein 4-türiges Cabriolet, sowie eine 4-türige Limousine wurden angeboten. Der V-förmig gepfeilte Kühlergrill stand etwas flacher als im Vorjahr und die der Schwung der Kotflügel war etwas weiter. Es entstanden 3.838 werksgefertigte Karosserien.

## Serien CV, CW, CX, C2, C3, C10 und C11 (1934–1937)

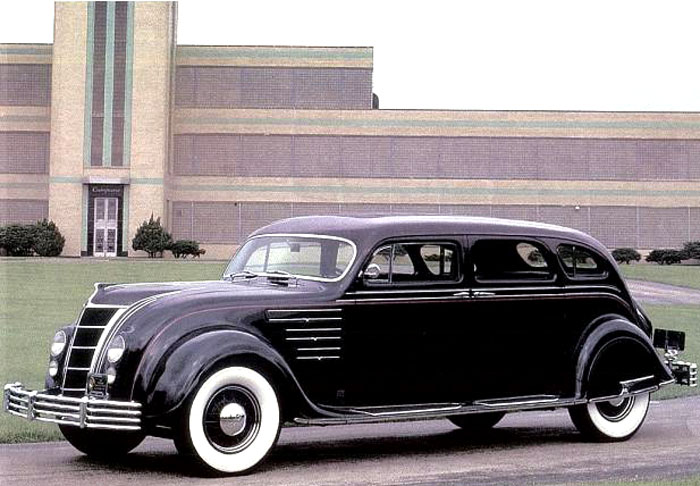
Chrysler Imperial Airflow Serie CX (1934)

Nachfolger der Serien CQ und CL waren die Airflow-Modelle. Details dazu siehe dort.

## Serien C14 und C15 (1937)
1937 entstanden die ersten „konventionellen“ Imperial und Imperial Custom nach der Ära der Airflow-Modelle. Ähnlich wie die Royal-Modelle in diesem Jahr hatten die Fließheckfahrzeuge wieder senkrecht stehende, abgerundete Kühlergrills und freistehende Scheinwerfer. Der Radstand betrug 3.073 mm, der Reihenachtzylindermotor hatte einen Hubraum von 4.487 cm³ und lieferte 110 bhp (81 kW). Auf Wunsch war eine stärkere Version mit 115 bhp (85 kW) verfügbar. Es gab zwei Coupés, ein 2-türiges und ein 4-türiges Cabriolet, sowie eine 2-türige und eine 4-türige Touring-Limousine.
Der Imperial Custom hieß Serie C15 und ruhte auf einem Chassis mit 3.556 mm Radstand. Derham und LeBaron fertigten unterschiedlichste Aufbauten mit 2 – 7 Sitzplätzen.
Neben 14.500 Imperial entstanden in diesem Jahr 1.200 Imperial Custom.

## Serien C19 und C20 (1938)
Mit wenigen Änderungen gingen die Fahrzeuge ins Modelljahr 1938. Wie die Royal-Modelle erhielten sie einen Kühlergrill mit weniger horizontalen Chromstäben. Der Radstand wuchs auf 3.175 mm. Die optionale Maschine mit höherer Verdichtung leistete anstatt 115 bhp in diesem Jahr 122 bhp (90 kW). Die Imperial hießen Serie C19 und wurden mit den gleichen Karosserien wie im Vorjahr angeboten. Neu war das Sondermodell New York Special – Details siehe dort.
Der Imperial Custom wurde als Serie C20 bezeichnet und ihre Karosserien kamen weiterhin vom (inzwischen bei Chrysler einverleibten) Karossier LeBaron und von Derham.
Es entstanden 10.002 Imperial (einschl. der Sonderserie New York Special) und 530 Imperial Custom.

## Serien C23 und C24 (1939)
1939 wurden die Karosserien komplett überarbeitet. Wie beim Royal und beim New Yorker waren die Scheinwerfer nun in die Kotflügel integriert Der Kühlergrill des Imperial Serie C23 hatte „Wasserfallform“ (senkrechte, schmale Chromstäbe) und die mit einem Mittelsteg geteilte Windschutzscheibe eine leichte V-Form. Hinter den vorderen Kotflügeln war auf jeder Seite ein abgedecktes Reserverad angebracht. Der Motor hatte nun 130 bhp (96 kW) in der Grundausstattung und 138 bhp (101 kW) bei erhöhter Verdichtung. In diesem Jahr wurden an Aufbauten nur zwei Coupés und eine 2- und eine 4-türige Limousine angeboten. Die Serie C23 gab es ebenfalls als New Yorker und Saratoga. Von allen drei Modellen zusammen entstanden in diesem Jahr 12.001 Stück.
Der Imperial Custom Serie C24 war auch neu eingekleidet worden. Auch er hatte die Scheinwerfer in die vorderen Kotflügel integriert, war aber bereits mit einer hinten angeschlagenen Alligatorhaube ausgestattet. Sein Kühlergrill bestand aus fünf massiven Chromstäben über die gesamte Fahrzeugbreite. Die Wagen besaßen eine einteilige Windschutzscheibe und das Reserverad war im Kofferraum untergebracht. Der Motor der Grundausstattung leistete mit 132 bhp (97 kW) etwas mehr als der des Imperial. 307 Exemplare mit Werkskarosserien und solchen von Derham wurden in diesem Jahr ausgeliefert.

## Serie C27 (1940)
1940 wurde nur der Imperial Crown auf verlängertem Fahrgestell mit 3.632 mm Radstand angeboten. Der unveränderte Motor leistete serienmäßig 132 bhp (97 kW), auf Wunsch in höher verdichteter Form aber auch 143 bhp (105 kW). Die Karosserieformen vom Vorjahr wurden mit geringen Veränderungen übernommen. Es wurden eine 6-sitzige Limousine, eine 8-sitzige Limousine und eine 8-sitzige Pullman-Limousine angeboten, alle mit 4 Türen. Ein einziger Parade-Phaeton, ebenfalls mit 6 Sitzplätzen und 4 Türen, wurde ebenfalls gebaut.
Insgesamt entstanden 850 Imperial Crown im Jahre 1940.

## Serien C30, C33 und C37 (1941–1942)
Vom Imperial Crown gab es innerhalb der Serie C30, von der auch die Modelle Highlander, New Yorker und Saratoga entstanden, nur eine Aufbauart auf dem Fahrgestell mit 3239 mm Radstand: eine 4-türige Limousine mit 6 Sitzen. Sein Motor mit unverändert 5301 cm³ Hubraum leistete 137 bhp (101 kW) oder auf Wunsch auch 140 bhp (103 kW). Es entstanden 894 Fahrzeuge.
Daneben wurde die Baureihe C33 angeboten, von der es auf einem Fahrgestell mit 3696 mm Radstand die drei Aufbauten des Vorjahres zu kaufen gab. Nur der 140 bhp-Motor wurde in diese Wagen eingebaut. 701 Stück dieser Fahrzeuge wurden gebaut.
Die Serien C30 und C33 ähnelten in ihrem Aussehen der Serie C27 des Vorjahres.
1942 wurde genau dieses Aussehen nochmals überarbeitet: Die waagerechten Stäbe des Kühlergrills zogen sich nicht nur über die gesamte Wagenbreite, sondern auch noch um die Ecken herum bis zu den vorderen Radausschnitten. Am Heck wiederholte sich das Muster mit fünf verchromten Zierstreifen. Die Serie C37 war Nachfolger des C33 mit 140 bhp-Motor und in den bekannten drei Ausführungen verfügbar. Daneben entstanden drei Einzelstücke von Derham, davon ein viertüriges Cabriolet. Insgesamt wurden 450 C37 hergestellt.

## Serien C40, C46-2, C47, C49N und C50 (1946–1950)
Bereits 1946 entstanden wieder Crown-Imperial-Modelle der Serie C40. Die Wagen entsprachen im Wesentlichen der Vorkriegsserie C37, wobei der Kühlergrill die für die ersten Nachkriegs-Chrysler so typische Eierkartonform (kleine verchromte Rechtecke) zeigte. Der unverändert 5,3 Liter große Motor leistete 135 bhp (99 kW) und es gab nur eine Karosserieform, eine 4-türige Pullman-Limousine mit 8 Sitzplätzen. Allerdings entstanden auf Vorkriegs-Chassis noch einige Sonderanfertigungen von Derham. Eine Halbautomatik (Vorwahlgetriebe mit automatischer Flüssigkeitskupplung) gehörte nun zur Serienausstattung.
Auch 1947 und 1948 wurde diese Serie unverändert weitergebaut. Als weitere Aufbauart kam eine normale Limousine dazu. Insgesamt entstanden in 3 Jahren 750 Pullman-Limousinen und 650 Limousinen.
1949 wurden die Karosserien leicht überarbeitet. Erstmals seit 1939 gab es wieder einen normalen Imperial, der die Seriennummer C46-2 erhielt. Seine Konstruktion war wiederum mit dem New Yorker identisch. Die Fahrgestelle hatten einen Radstand von 3340 mm. Einzige Karosserieform war die 4-türige Limousine mit 6 Sitzplätzen, von der in diesem Jahr 50 Stück gebaut wurden.
Daneben wurde auch der Crown Imperial (Serie C47) weiterhin angeboten, und zwar mit einem Radstand von unverändert 3696 mm als 8-sitzige Limousine oder 8-sitzige Pullman-Limousine. Es entstanden 40 Limousinen und 45 Pullman-Limousinen.
1950 gab es wiederum nur wenige Änderungen (z. B. zusätzliche Positionslampen an den vorderen Fahrzeugecken). Der Imperial hieß Serie C49N, der Crown Imperial Serie C50. Die Aufbauten bleiben ebenso gleich wie die Technik. Allerdings entstanden 80(!)mal soviel Fahrzeuge wie im Vorjahr: 10650 Imperial und 414 Crown Imperial.

## Serien C53, C54, C58 und C59 (1951–1953)
Das Modelljahr 1951 brachte die Abkehr vom bisher eingesetzten seitengesteuerten Achtzylinder-Reihenmotor. Der obengesteuerte V8-Motor hatte 5426 cm³ Hubraum und gab 180 bhp (132 kW) Leistung ab. Die überarbeiteten Karosserien fielen flacher aus und zeigten einen Fischmaulgrill mit drei horizontalen Chromstäben. Die Fließheckform hatte sich zum Stufenheck gewandelt. Vier Karosserien wurden vom Imperial Serie C54 angeboten: Eine 4-türige Limousine, ein 2-türiges Coupe, ein 2-türiges Hardtop-Coupé und ein 2-türiges Cabriolet, alle mit 6 Plätzen. Das Hardtop-Coupé erhielt den Beinamen Newport.
Der Crown Imperial hieß in diesem Jahr Serie C53 und wurden in den bekannten 8-sitzigen Ausführungen gebaut.
1952 gab es kaum sichtbare Veränderungen, auch die Seriennummern blieben gleich. Lediglich das Cabriolet wurde nicht mehr angeboten. In den beiden Jahren entstanden genau 27.000 Imperial und 698 Crown Imperial.
Der Nachfolger des Imperial Serie C54 hieß 1953 Custom Imperial Serie C58. Während das zweitürige Hardtop-Coupé den Radstand von 3340 mm behielt, wuchs der bei der 4-türigen Limousine und bei der neuen 4-türigen Pullman-Limousine auf 3391 mm. Ansonsten waren die Veränderungen kaum merklich.
Auch der Crown Imperial wurde ohne große Veränderungen als Serie C59 weitergebaut.
In diesem Jahr entstanden 8859 Custom Imperial und 159 Crown Imperial.

## Serien C64 und C66 (1954)
Erneut wurden die Karosserien überarbeitet. Das Fischmaul mutierte durch die Installation von Chromzähnen auf dem mittleren Chromstab zum Haifischmaul und an den C-Säulen zeigte sich ein Rückschwung der Fensterlinie, später bei BMW als Hofmeister-Knick bekannt. Die geteilte Windschutzscheibe wich einer einteiligen. Der Motor hatte bei gleichbleibendem Hubraum durch den Einsatz eines Carter-Vierfachvergasers wesentlich an Leistung zugelegt und gab nun 235 bhp (173 kW) ab.
Custom Imperial (Serie C64) und Crown Imperial (Serie C66) waren mit den gleichen Aufbauten wie im Vorjahr verfügbar. 5658 Custom Imperial wurden ausgeliefert und 100 Crown Imperial.
Im Folgejahr wurde der Imperial zur separaten Marke im Chrysler-Konzern.

## Serie YS (1980–1983)

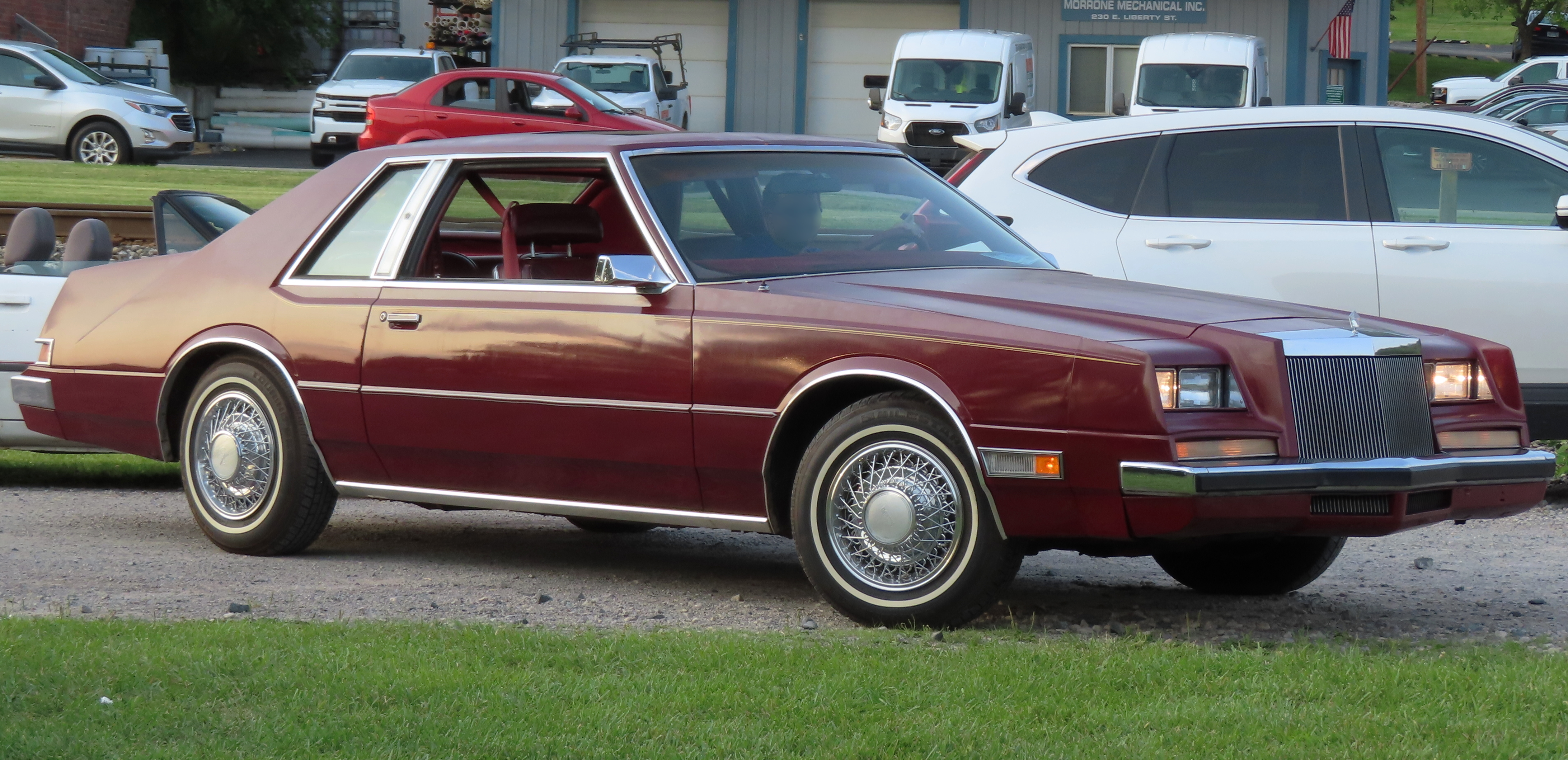
Imperial (1981–1983)

Die Marke Imperial wurde für die Modelljahre 1981 bis 1983 mit einem zweitürigen Coupé wiederbelebt, das auf der Plattform des Chrysler Cordoba der zweiten Generation basierte und die interne Bezeichnung Serie YS trug. Das Coupé wurde nur unter dem Namen Imperial verkauft.

## Serie Y (1990–1993)
In den Jahren 1990 bis 1993 produzierte Chrysler noch einmal Modelle mit dem Namen Chrysler Imperial, um Konkurrenzmodellen wie dem Cadillac Seville und dem Lincoln Continental ein eigenes Modell entgegensetzen zu können.

Das bisher letzte Imperialmodell war von 1990 bis 1993 eine Luxusausführung des damaligen Chrysler New Yorker mit Frontantrieb, anfangs einem 3,3-Liter-V6, der ab 1991 durch einen unwesentlich stärkeren 3,8-Liter-V6 ersetzt wurde, und Ausstattungsdetails wie u. a. Speichenradkappen, Klappscheinwerfer und Vinyldach. In vier Jahren liefen 37.500 Exemplare dieses Modells vom Band.

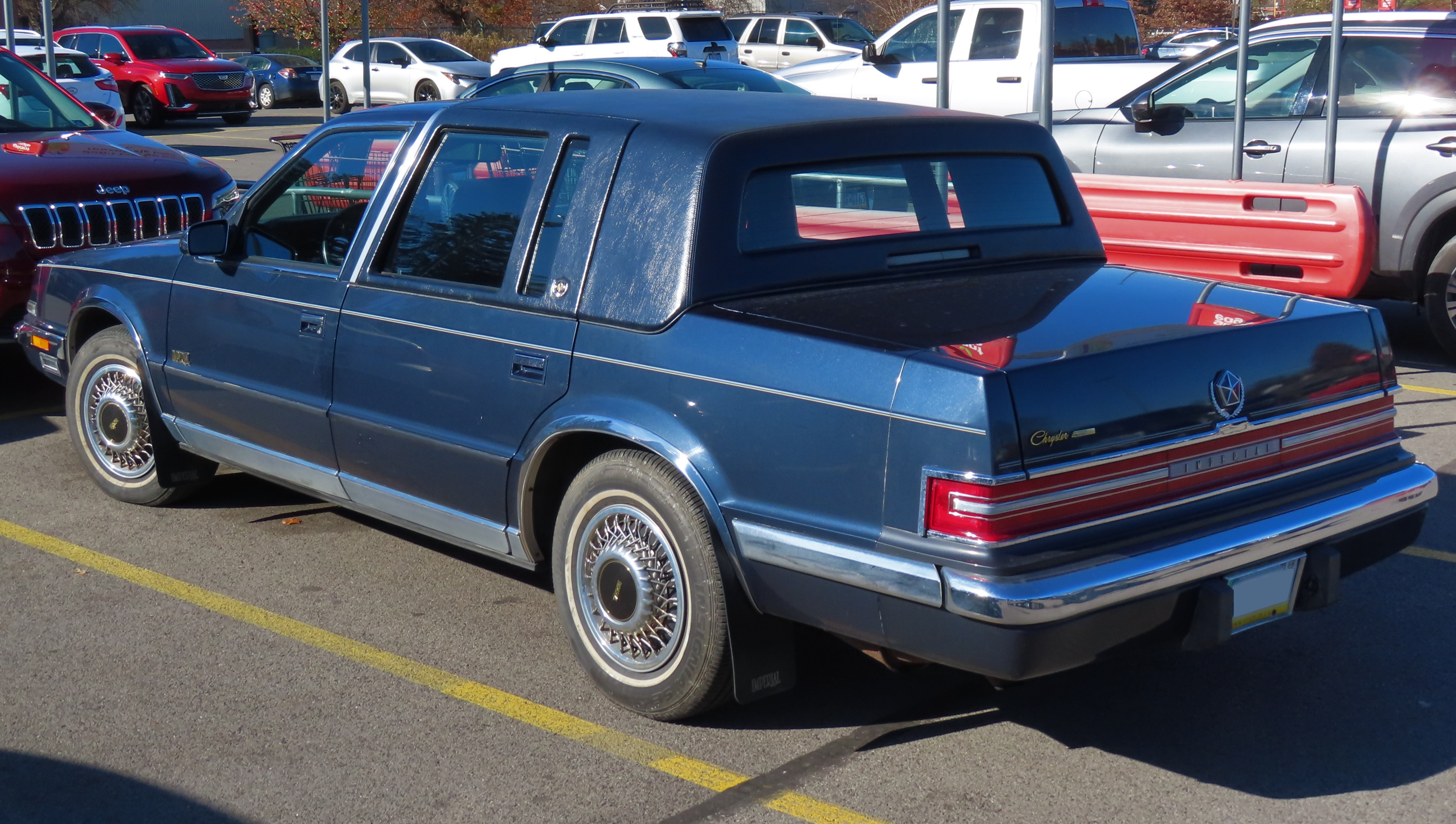
Heckansicht
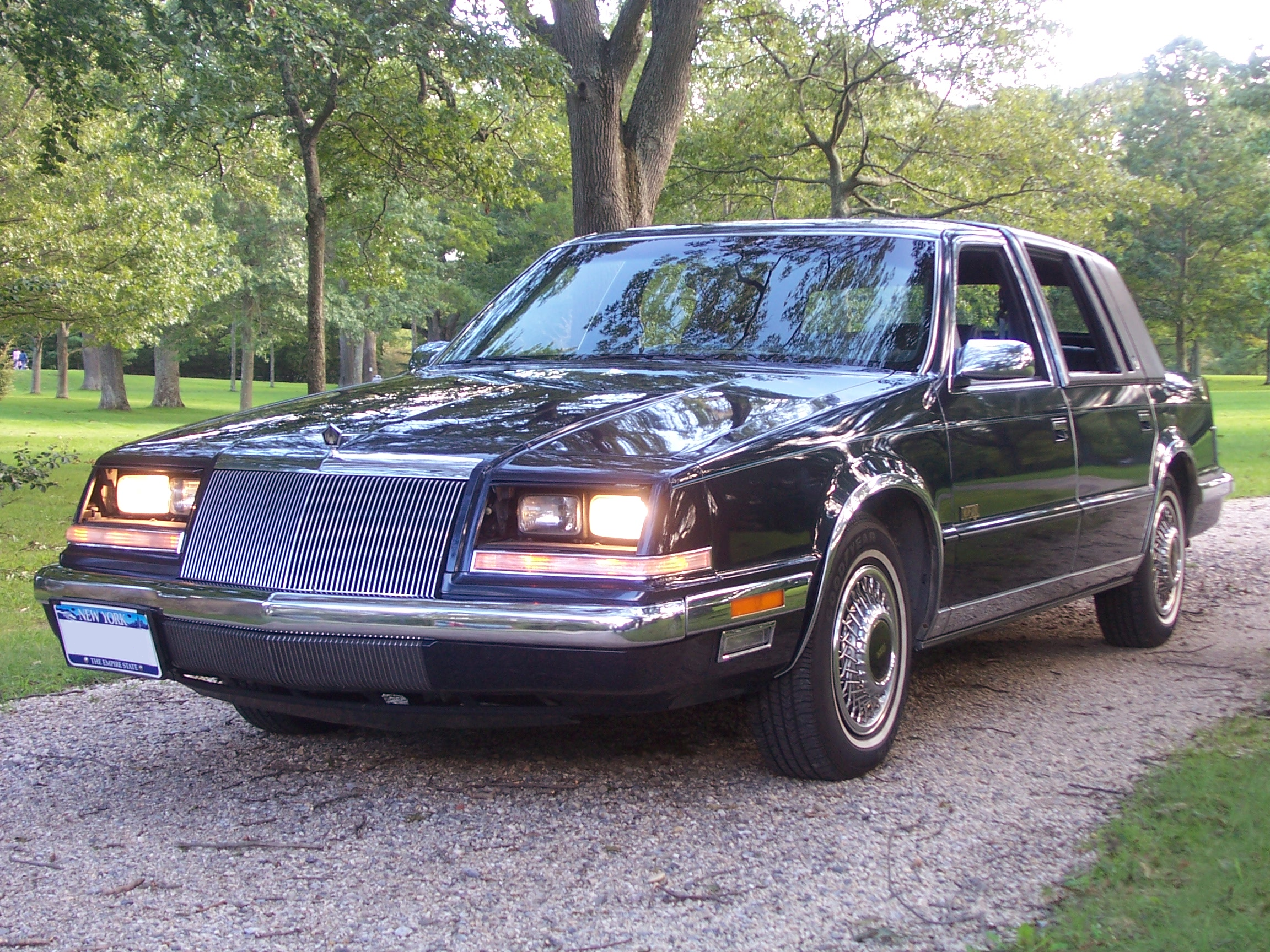
Mit geöffneten Scheinwerfern
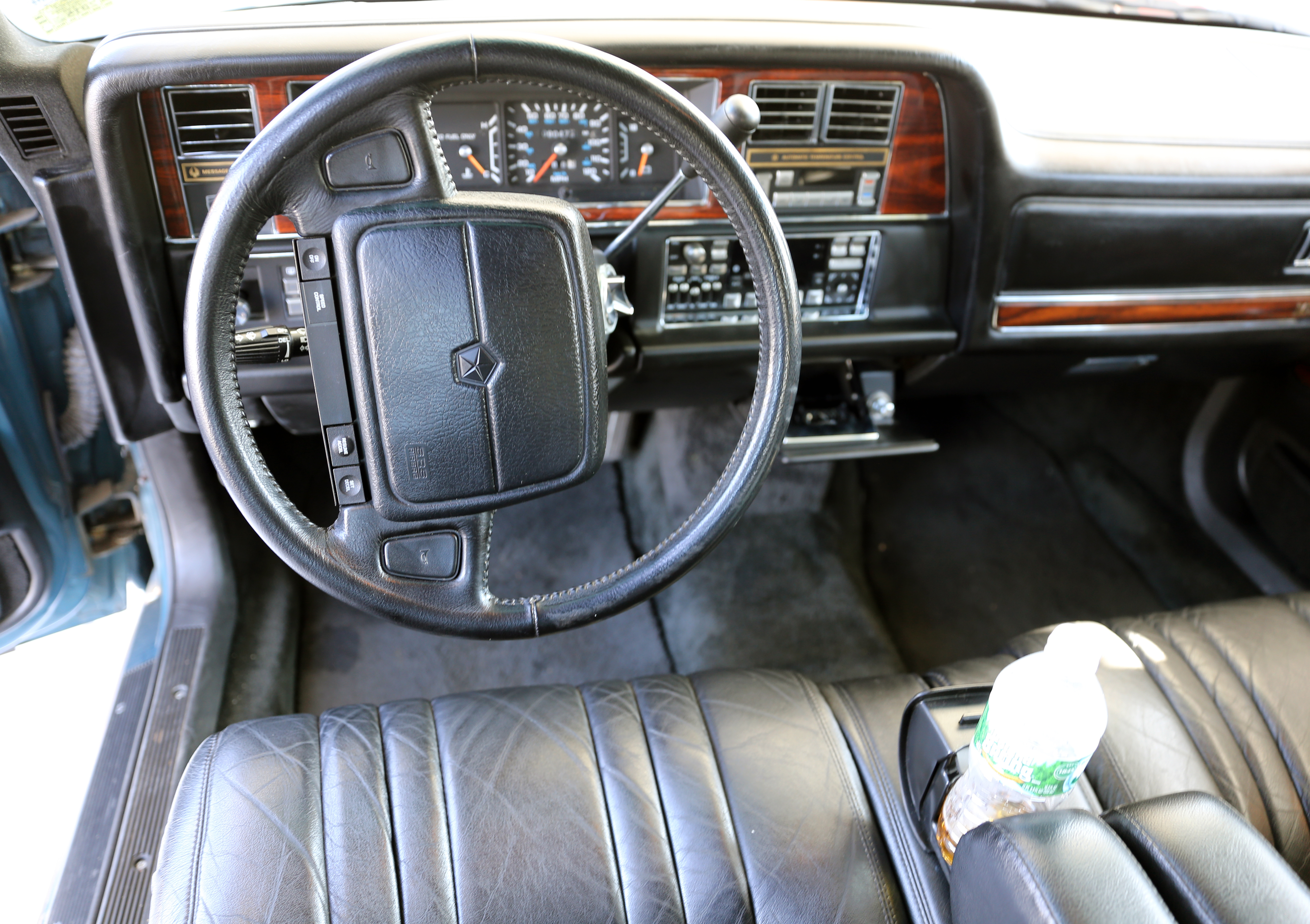
Innenraum
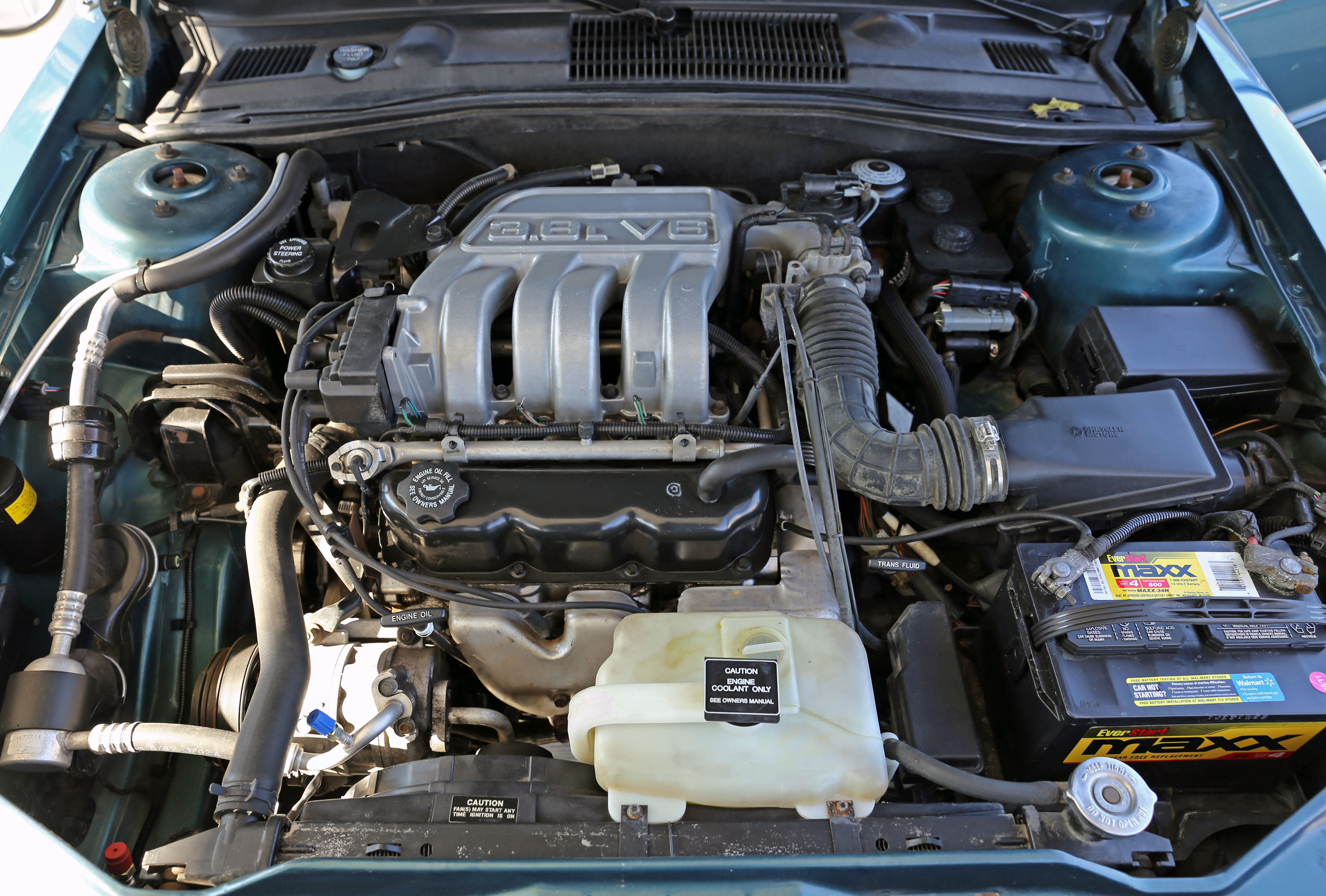
Motorraum (3,8-Liter-V6)

## Serie LX Konzeptfahrzeug (2006)
Auf der Chrysler-LX-Plattform entstand 2006 ein Konzeptfahrzeug mit 3124 mm Radstand, das auf der North American International Auto Show vorgestellt wurde. Es sollte die konzeptionelle Linie der Luxusfahrzeuge von Chrysler zu einem erschwinglichen Preis wieder aufnehmen.

Im Juli 2007 gab Chrysler die Pläne für ein solches Fahrzeug wieder auf, da es den neuen US-Standards hinsichtlich des Benzinverbrauchs nicht entsprochen hätte.

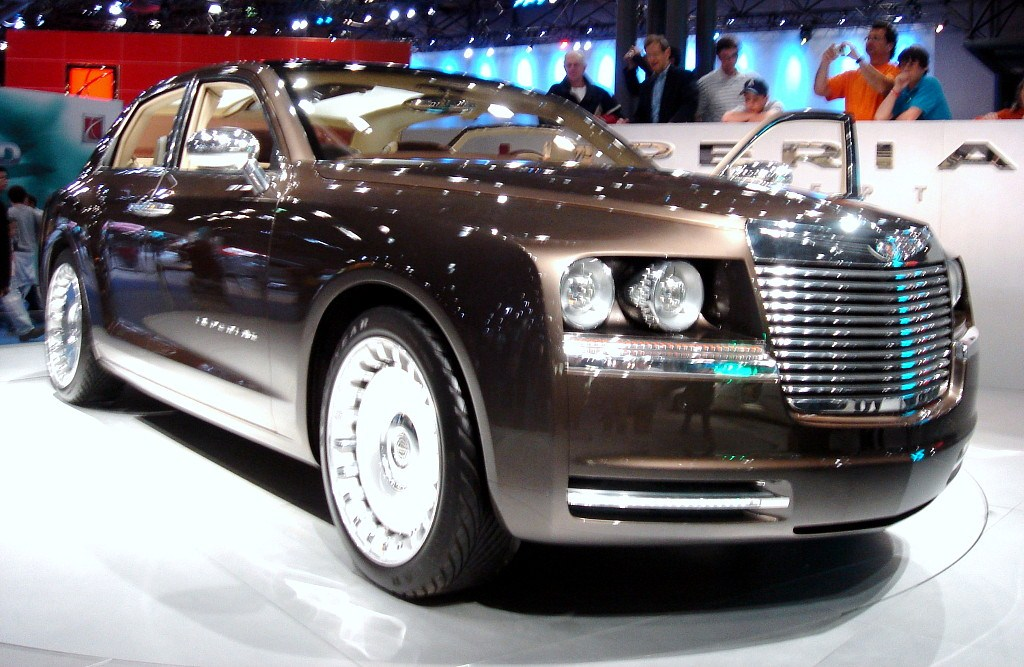
Chrysler Imperial Concept (2006)
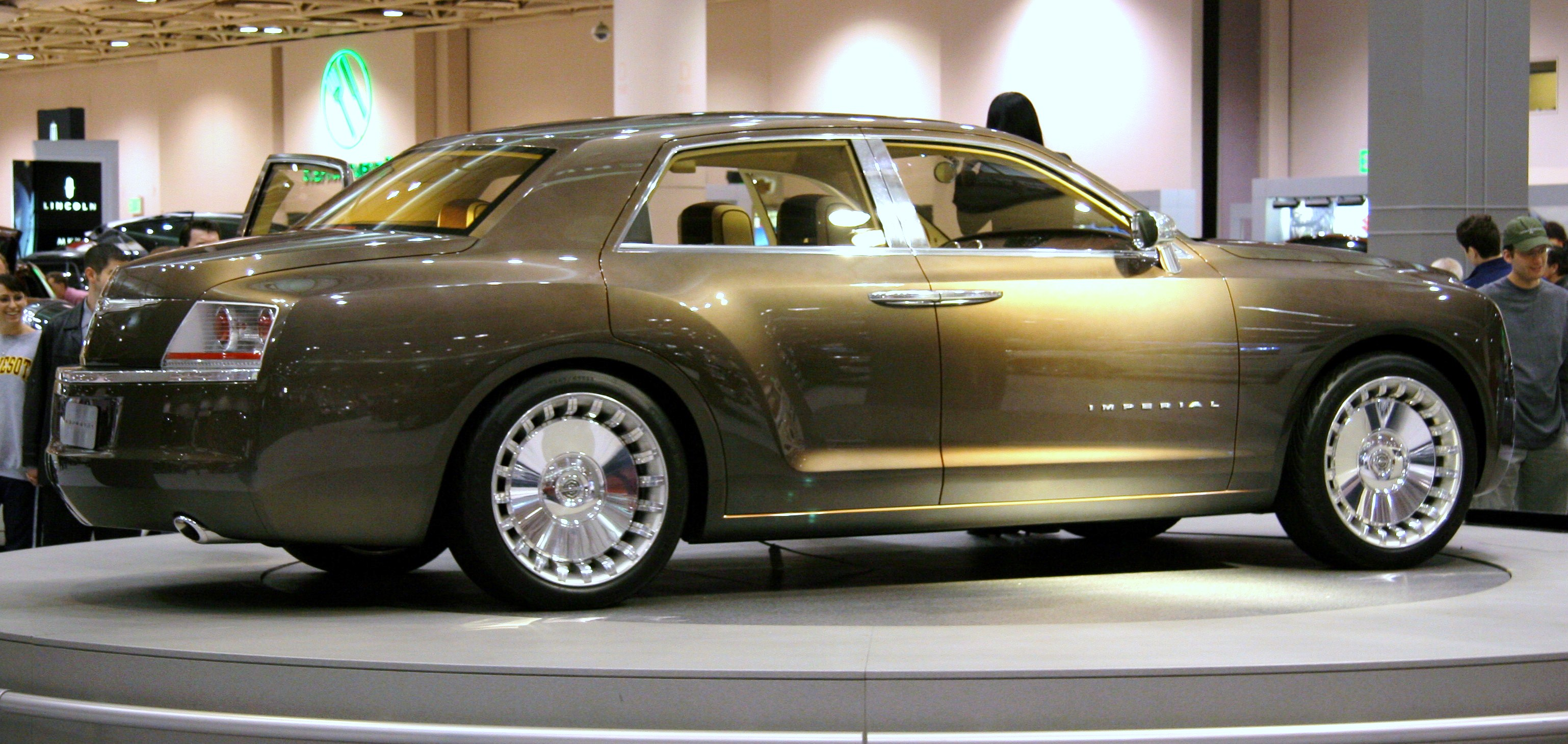
Seitenansicht
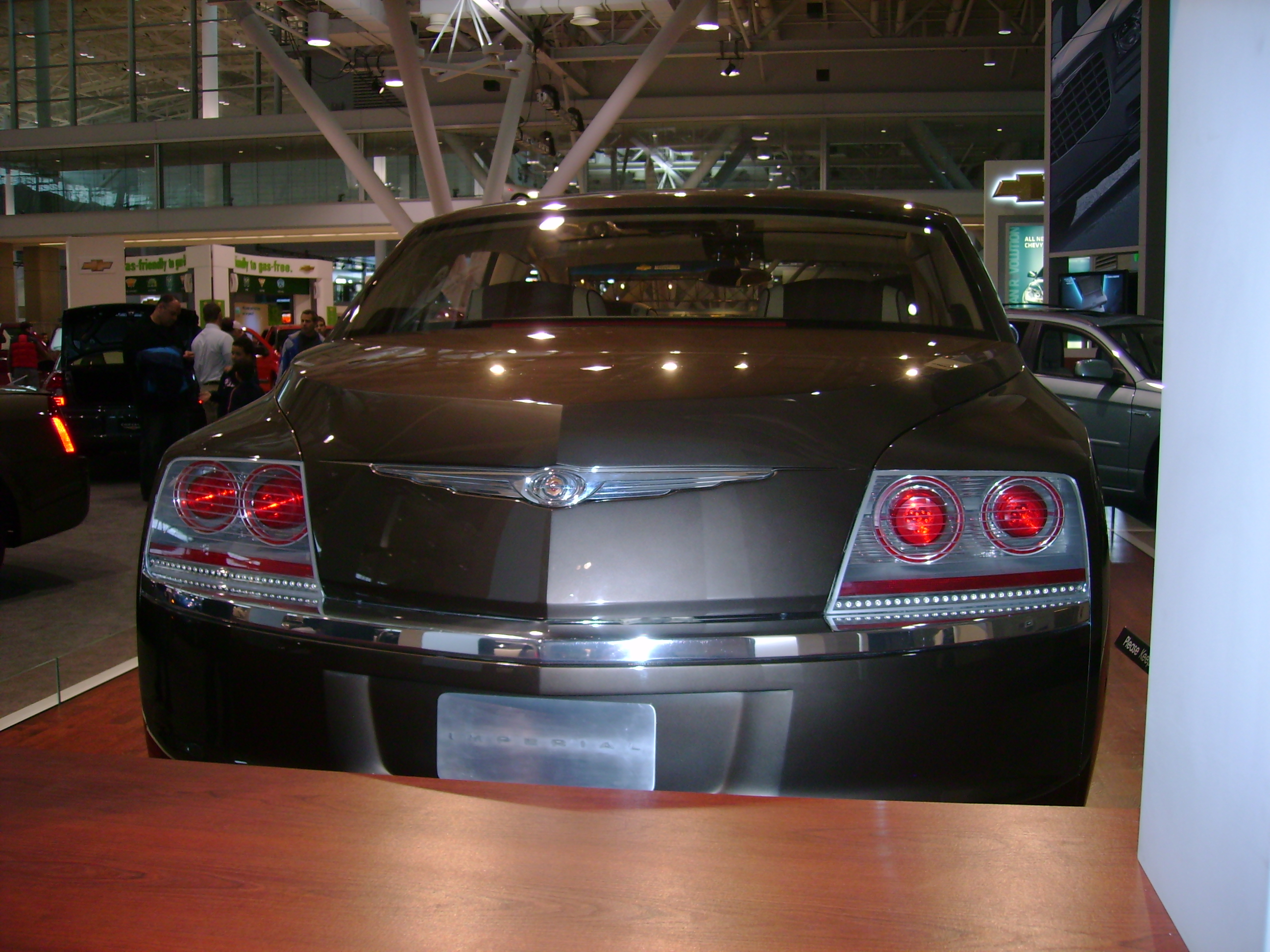
Heckansicht
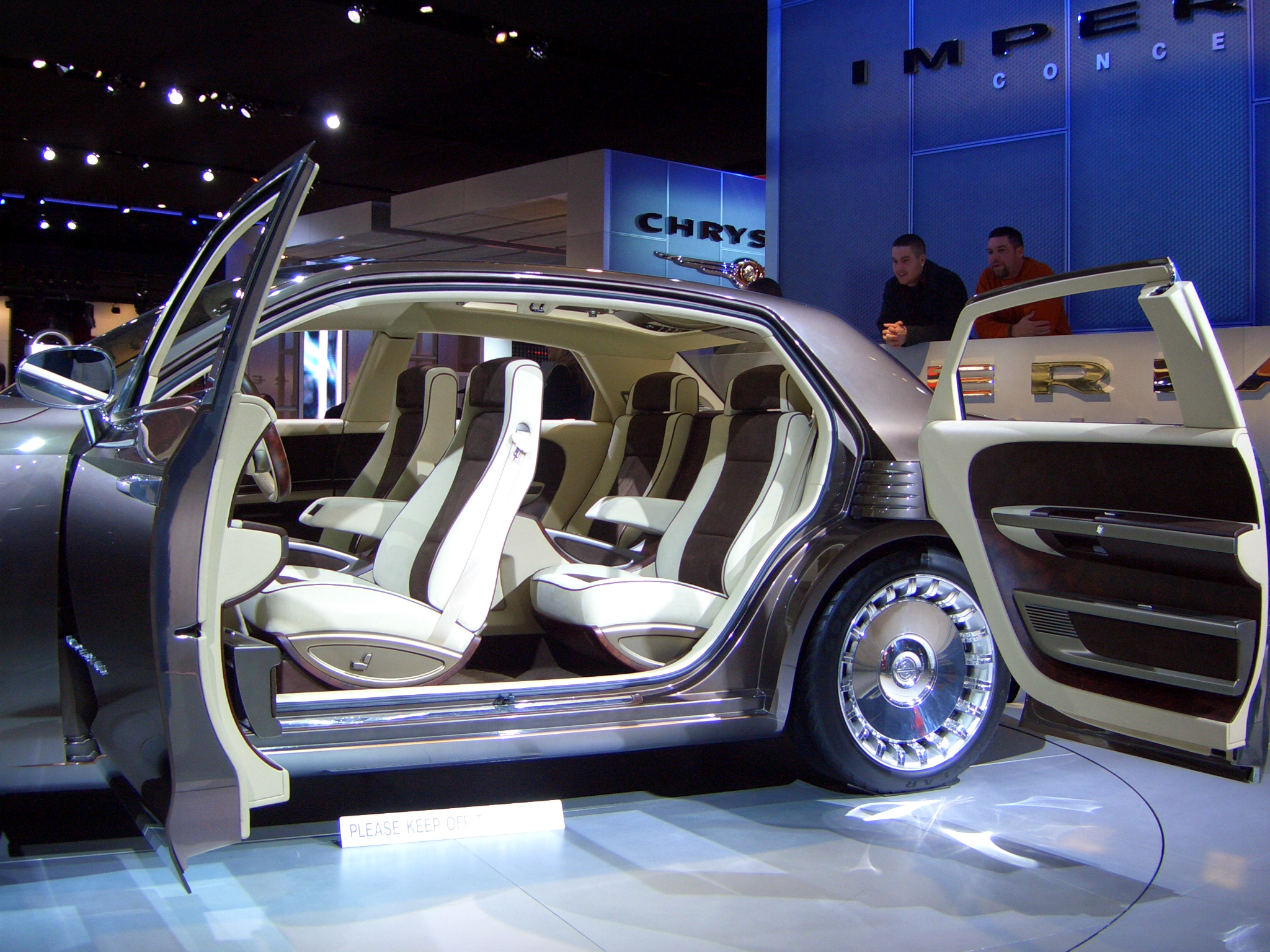
Mit Portaltüren